# Motus (spårsändare)

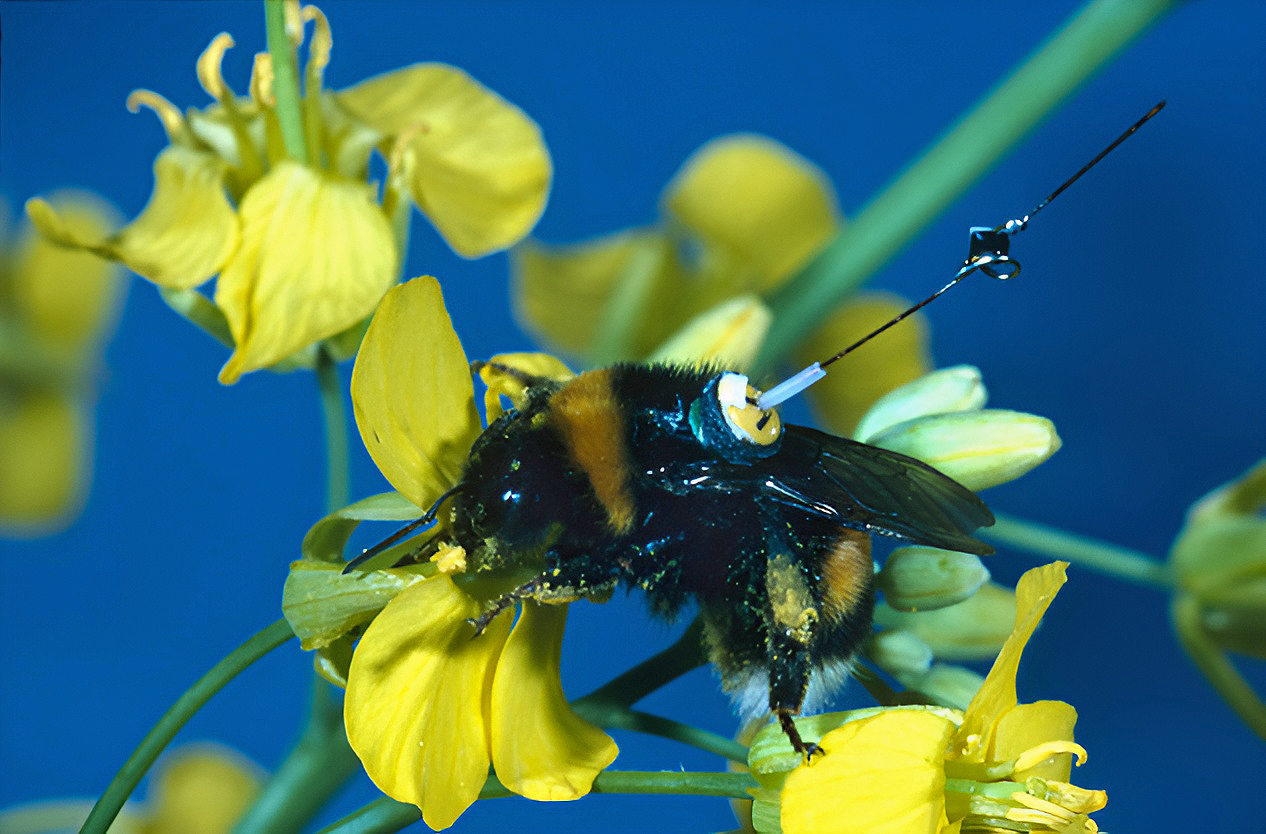
En humla med en sändare limmad på ryggen.

Motus (latin för rörelse) är ett nätverk av radiomottagare för spårning av signaler från sändare fästa på vilda djur. Motus använder radiotelemetri för spårning i realtid och lanserades 2014 i USA och Kanada. År 2022 har mer än 1 500 mottagarstationer installerats i 34 länder och över 40 000 olika djur har försetts med sändare, de flesta fåglar.  De flesta mottagarna är koncentrerade till USA och Kanada där nätverket skapades.
Motus nätverk har spridits snabbt eftersom det ger viktiga nyckeldata användbart för forskare och naturvårdare, både på nationell och internationell nivå. 
Motussändarens stora fördel är att den har så ringa storlek och vikt, de kan väga så lite som ett tiondels gram, och går därför att fästa på alla djur, även på små djur som insekter, t.ex. ett bi eller en fjäril.
När en forskare eller organisation fått statliga och federala tillstånd behöver de bara införskaffa lämplig sändare och fästa dem på sina studieobjekt, nuvarande sändares räkvidd (beroende på storlek) är upp till 16 mil.  I Sverige finns sedan 2020 ett 20-tal mottagare från Falsterbo till Umeå.
De sedan tidigare använda geolocators och GPS-loggarna är lätta och små men lagrar bara önskad data, de kan inte trådlöst överföra data vilket innebär att forskare måste infånga det sändarförsedda objektet för att kunna läsa av den lagrade informationen. Att återfånga ett vilt djur kan ta lång tid, och många gånger lyckas det inte.
Beroende på vilket djur som ska spåras, fästs sändaren på lämpligt sätt, antingen med en tråd eller ett lim. Efter en viss tid löses limmet och tråden upp och sändaren trillar av, och har under tiden sänt all data till mottagarna den passerat.